# Es geht mir gut, ihr Kinder

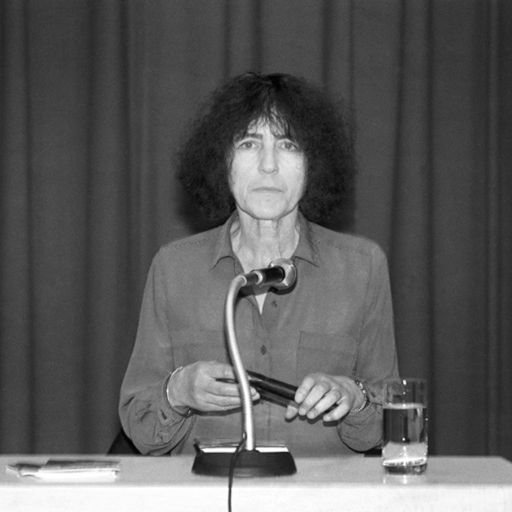
Gabriele Wohmann (1992)

Es geht mir gut, ihr Kinder ist ein groteskes Hörspiel von Gabriele Wohmann, das am 16. Oktober 1988 vom WDR 3 gesendet wurde. Regie führte Joachim Sonderhoff. Es sprachen Hannelore Hoger, Karl-Heinz Vosgerau, Wera Frydtberg und Friedhelm Ptok.

## Inhalt
1987 in Schwaben: Ada muss gegen ihre innere Erregung Tranquilizer schlucken und möglichst in der Wohnung bleiben. Sie hält als Künstlerin wenig vom Putzen.  Ihr Ehegatte Tristan geht gegen die Spinnweben in der gemeinsamen Wohnung an. Denn Adas Schwester Fides und deren Ehemann Renzo, zwei Logopäden, haben ihren Besuch, von Scheveningen kommend, angekündigt.
Die Ehe von Ada und Tristan ist kinderlos geblieben. Gut so, meint Tristan. Der Ehemann wird von seiner Frau Ada, was das schöpfungswidrige Gerede angeht, bei weitem übertroffen. Sie will ihren „Todestrieb ausleben“; dem Besuch einen „Vergiftungsvorschlag“ unter dem Motto „Sterben, zu viert“ unterbreiten. Mit dem Vierfachsuizid der reichlich Fünfzigjährigen soll nach Adas Intention nicht gewartet werden, bis irgendeine neue Katastrophe eintritt. Besser man tut es, „wenn es gerade besonders schön ist.“ Für die außer Haus lebende 86-jährige Mutter ist gesorgt. Auf ihren eventuellen Funkfinger-Ruf wird der Notarzt oder gar die Polizei herbeigeeilt kommen. Auch die telefonische Kommunikation zwischen der Mutter und Ada stimmt. Wenn die Mutter während eines Anrufs eine gewisse Taste am Apparat drückt, wird ein Band, von der Mutter persönlich aufgesprochen, abgespielt: „Es geht mir gut, ihr Kinder“.
Vergiften möchte sich Tristan nicht wegen der Begleiterscheinungen, also wegen der Koliken. Ada möchte auf „sehr starke Schlafmittel“ ausweichen. Fides, derweil aus Scheveningen eingetroffen, gibt zu bedenken: Rasierklingen verursachen Schmerzen. Und Renzo lehnt den Tod im Fluss ab, denn der Schwimmer beginnt, wenn es richtig ernst wird, wie von selbst mit dem Schwimmen. Für ein Gewehr fehlt der Waffenschein. Während des Erhängens gibt die Schlinge nach. Beim Gas ist der Geruch widerlich.
Weiterleben ist vielleicht doch besser.
Der Zuhörer erfährt nichts von der Ausführung oben angekündigten Selbstmordes. Im Gegenteil – ganz zum Schluss wird er mit einer Doppeldeutigkeit genarrt: Die Geschwister Ada und Fides erwägen als Tatorte Keller und Waschküche. Mit der Tat der beiden sangesfreudigen Schwestern könnte aber auch der Vortrag von Schuberts Fantasie in f-moll gemeint sein. Die verschrobenen Damen wollen doch tatsächlich das Klavierstück im Keller trällern. Vor der „Tat“ ruft aber die Mutter an. Vom Band ertönt ihre Stimme: „Es geht mir gut, ihr Kinder“.

### Verwendete Ausgabe
- Es geht mir gut, ihr Kinder, S. 97–137 in: Gabriele Wohmann: Ein gehorsamer Diener. Drei Hörspiele. 138 Seiten. Luchterhand (Sammlung Luchterhand 935), Frankfurt am Main 1990, ISBN 3-630-61935-5 (enthält noch: Das hochgesteckte Ziel)

## Anmerkung
1. ↑  Im Vorjahr geschah die Nuklearkatastrophe von Tschernobyl (Verwendete Ausgabe, S. 108, 7. Z.v.o.).